# اوترپیر
اوترپیر (به فرانسوی: Autrepierre) یک کمون در فرانسه است که در canton of Blâmont واقع شده‌است. اوترپیر ۷٫۷۵ کیلومتر مربع مساحت دارد ۲۹۰ متر بالاتر از سطح دریا واقع شده‌است.